# Baniana relapsa
Elaphria agrotina là một loài bướm đêm trong họ Erebidae.

## Hình ảnh

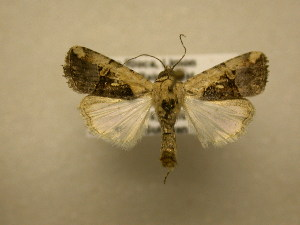